# ماثيو ميلر (لاعب غولف)
ماثيو ميلر (بالإنجليزية: Matthew Millar)‏ هو لاعب غولف أسترالي، ولد في 5 سبتمبر 1976 في ولونغونغ في أستراليا.

## وصلات خارجية
- ماثيو ميلر على موقع رابطة أوروبا للاعبي الغولف المحترفين (الإنجليزية)
- ماثيو ميلر على موقع رابطة اليابان للاعبي الغولف المحترفين (الإنجليزية)
- ماثيو ميلر على موقع التصنيف العالمي الرسمي للغولف (الإنجليزية)